# نیکو پولزتی
نیکو پولزتی (انگلیسی: Nico Pulzetti؛ زادهٔ ۱۳ فوریهٔ ۱۹۸۴) بازیکن فوتبال اهل ایتالیا است.
از باشگاه‌هایی که در آن بازی کرده‌است می‌توان به باشگاه فوتبال هلاس ورونا، باشگاه فوتبال اسپتزیا، باشگاه فوتبال کیه‌وو ورونا، باشگاه فوتبال بولونیا، باشگاه فوتبال باری، باشگاه فوتبال روبور سیه‌نا، باشگاه فوتبال پادوا، باشگاه فوتبال چزنا، و باشگاه فوتبال لیورنو اشاره کرد.